# 1735

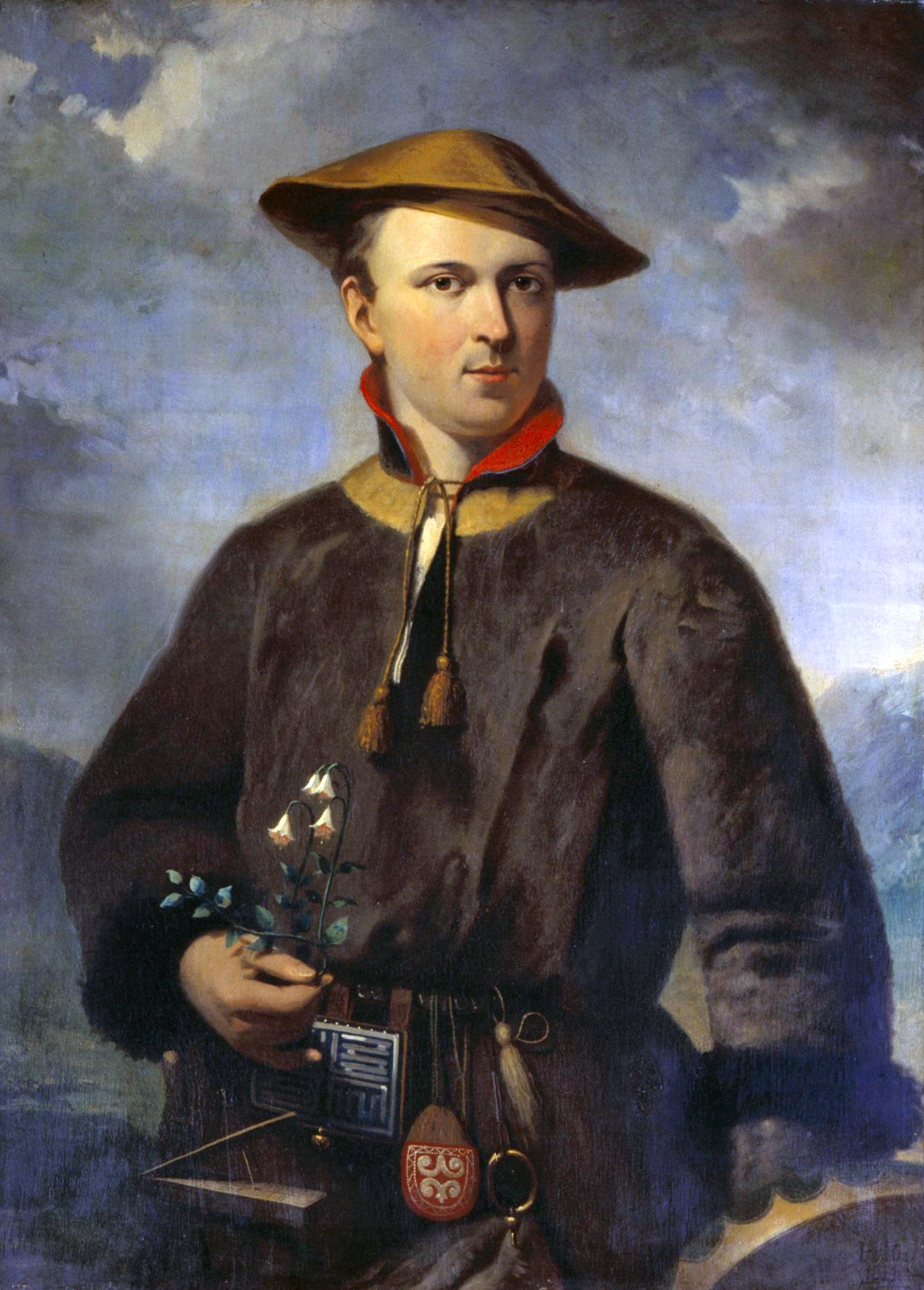
Linnaeus

Het jaar 1735 is het 35e jaar in de 18e eeuw volgens de christelijke jaartelling.

## Gebeurtenissen
- 1 - Oprichting van de slavenkas van Zierikzee

maart
- 8 - Het laatste nummer van de Hollandsche Spectator verschijnt.
- 24 - De Britse koning George II bekrachtigt een wet tegen de heksenjacht.

juni
- 23 - De Zweedse plantkundige en arts Carl Linnaeus promoveert in Harderwijk; aan het eind van het jaar verschijnt in Leiden zijn Systema naturae.
- 24 - In Groot-Brittannië treedt de Witchcraft Act in werking, die gevangenisstraf stelt op heksenjacht.

september
- 22 - De eerste Britse premier, Robert Walpole, neemt zijn intrek in Downing Street 10, dat hij van de koning cadeau heeft gekregen.

zonder datum
- In Corte roepen de drie 'generaals van de Corsicaanse natie' (waaronder Giacinto Paoli) een volksvergadering bijeen en roepen de onafhankelijkheid uit van Corsica.[1]
- De kruittoren van Geldern ontploft. Het net weer opgebouwde stadje ligt opnieuw in puin.
- De Moravische Broederschap krijgt toestemming om in Suriname zendingswerk onder de zwarte en Indianenbevolking te doen.
- George Hadley, Brits meteoroloog, beschrijft de invloed van draaiing van de aarde op de Passaatwind.

## Muziek
- Jean-Philippe Rameau componeert in Parijs Les Indes Galantes
- In Covent Garden te Londen vinden de premières plaats van de opera's Alcina en Ariodante van Georg Friedrich Händel
- Georg Philipp Telemann componeert in Hamburg de twaalf Fantasia's voor viool
- Johann Sebastian Bach componeert het Weihnachtsoratorium
- Pietro Locatelli componeert 6 ouvertures met 6 concerti grossi, Opus 4

## Bouwkunst

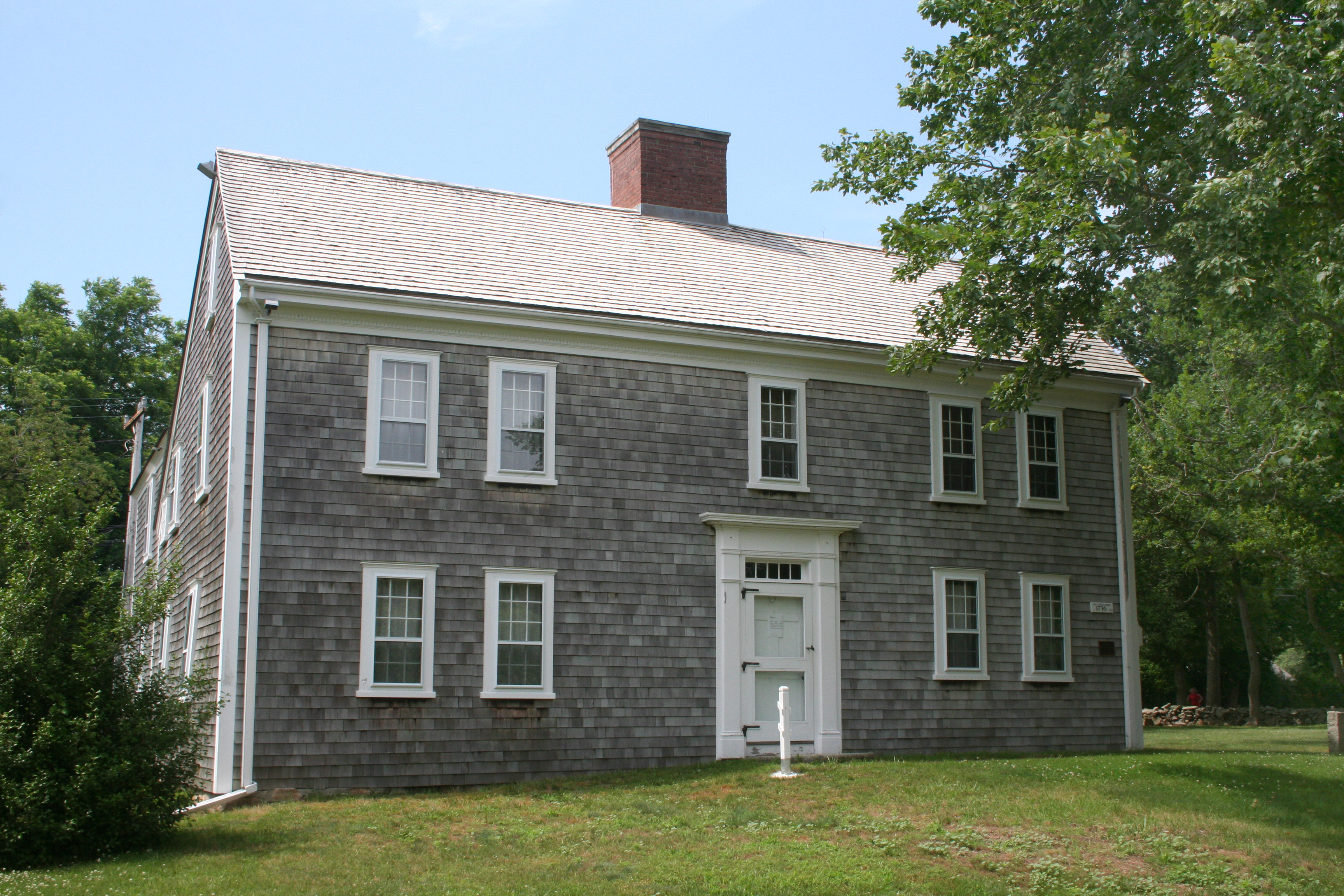
Josiah Dennis House, Dennis MA, USA

## Geboren
januari
- 1 - Paul Revere, Amerikaans patriot (overleden 1818)
- 16 - Karel Christiaan van Nassau-Weilburg, vorst van Nassau-Weilburg (overleden 1788)

maart
- 20 - Torbern Olof Bergman, Zweeds scheikundige en mineraloog (overleden 1784)

mei
- 1 - Jan Hendrik van Kinsbergen, Nederlands zeeofficier (overleden 1819)
- 23 - Charles-Joseph de Ligne, schrijver en veldmaarschalk in dienst van de Oostenrijkse Nederlanden (overleden 1814)

september
- 5 - Johann Christian Bach, Duits componist (overleden 1782)

oktober
- 6 - Jesse Ramsden, Engels instrumentmaker (overleden 1800)
- 30 - John Adams, tweede president van de Verenigde Staten (overleden 1826)

november
- 9 - Karel Willem van Nassau-Usingen, vorst van Nassau-Usingen (overleden 1803)

## Overleden
februari
- 27 - John Arbuthnot, Schots-Engels geleerde en schrijver

september
- 18 - Justus van Effen (51), Nederlands letterkundige

november
- 2 - Šimon Brixi (42), Boheems componist, dirigent, advocaat en organist